# Banbury
Banbury è una città di 54 335 abitanti della contea dell'Oxfordshire, in Inghilterra, rinomata per un dolce tipico, il Banbury cake, prodotto con una ricetta segreta almeno dal 1608 o, secondo l'interpretazione di una fonte precedente, dal 1586.

Il 12 dicembre 1872 il muro di una sua abitazione fu colpito da un meteorite.

## Origine del nome
Il nome Banbury potrebbe derivare da "Banna", un capo sassone che si dice abbia costruito una palizzata lì nel VI secolo (o forse un epiteto dall'inglese antico: bana che significa criminale, assassino), e burgh / burh che significa insediamento. In anglosassone era chiamato Banesburh (dativo Banesbyrig). Il nome appare come Banesberie nel Domesday Book del 1086. Un'altra grafia conosciuta era Banesebury nel Medioevo.

## Storia
Sono state trovate prove archeologiche di un insediamento britannico dell'età del ferro con edifici circolari, risalenti al 200 a.C., nell'area di Hennef Way. Più tardi venne costruita una villa romana, intorno a dov'è oggi Wykham Park. 
L'area fu colonizzata dai Sassoni verso la fine del V secolo. Intorno al 556 Banbury fu teatro di una battaglia tra gli anglosassoni locali di Cynric e Ceawlin dei Gewisse e i romano-britannici locali. Fu un centro locale per l'insediamento anglosassone dalla metà del VI secolo. Banbury si sviluppò nel periodo anglosassone sotto l'influenza danese, a partire dalla fine del VI secolo.
Banbury sorge all'incrocio di due antiche strade: Salt Way (utilizzata come sentiero per cavalli a ovest e a sud della città), il cui uso principale era il trasporto del sale; e Banbury Lane, che iniziava vicino a Northampton ed è seguita da vicino dalla moderna strada lunga 35 km. Proseguiva attraverso quella che oggi è la High Street di Banbury e verso la Fosse Way a Stow-on-the-Wold. La prosperità medievale di Banbury era basata sulla lana.
L'apertura del canale di Oxford da Hawkesbury Junction a Banbury il 30 marzo 1778 diede alla città una fornitura economica e affidabile di carbone del Warwickshire. Le ferrovie raggiunsero Banbury nel 1850; la stazione di Merton Street sulla Buckinghamshire Railway per Bletchley fu aperta nel maggio 1850, seguita dalla stazione di Bridge Street, in seguito ribattezzata Banbury General, sulla Great Western Railway nel settembre 1850.
Banbury aveva un grande mercato del bestiame. Situato in Merton Street a Grimsbury, per molti decenni, bovini e altri animali da fattoria venivano condotti lì da luoghi lontani come la Scozia per essere venduti e sfamare la crescente popolazione di Londra e di altre città. Dalla sua chiusura nel giugno 1998, sul suo sito sono stati costruiti un nuovo complesso residenziale e la Dashwood Elementary School.

## Geografia

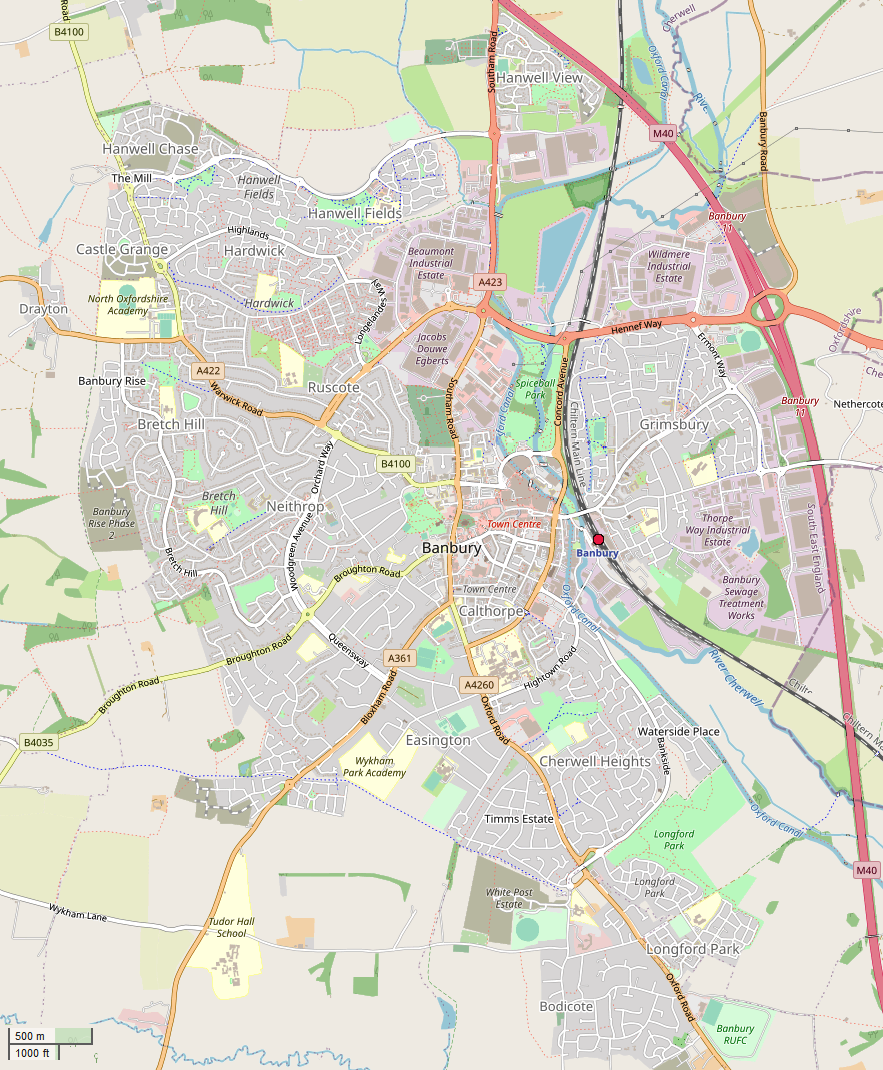
Una mappa di Banbury

Banbury si trova sulla riva del fiume Cherwell che attraversa la città, andando appena a est del centro cittadino con Grimsbury come unica tenuta a est del fiume. Banbury si trova all'estremità settentrionale della regione del sud-est dell'Inghilterra, a meno di 3 km dal confine con le Midlands Orientali e a 5 km da quello con le Midlands Occidentali. In quanto tale, ha stretti legami culturali con le vicine città delle Midlands come Stratford-upon-Avon, Leamington Spa e Warwick.
Nel 1998 e nel 2007 Banbury è stata soggetta a gravi inondazioni a causa della sua posizione sul fiume Cherwell. Depositi di argilla e di minerali di ferro circondano Banbury.

## Monumenti e luoghi d'interesse
- Upton House
  - Bruegel il Vecchio, Morte della Vergine, 1564 cira
  - Carlo Crivelli, Apostolo leggente e San Luca di Montefiore, 1471 circa

## Demografia
Al censimento del 2021 c'erano 54.335 residenti nella città di Banbury, in aumento rispetto ai 46.853 del censimento del 2011 e ai 41.801 del censimento del 2001. L'area edificata (come definita dall'Office for National Statistics) aveva una popolazione di 52.045 nel 2021. 
In termini di etnia nel 2021: 
- L'84,3% dei residenti di Banbury erano bianchi
- L'8,8% erano asiatici
- Il 2,3% erano neri
- Il 3,1% era misto.
- L'1,2% apparteneva a un altro gruppo etnico.

In termini di religione, il 50,6% dei residenti di Banbury si identifica come cristiano, il 40,0% ha dichiarato di non avere religione, il 6,9% è musulmano, lo 0,7% è indù, lo 0,6% è sikh, lo 0,6% è buddista e lo 0,6% è di un'altra religione. 

## Infrastrutture e trasporti

### Ferrovie

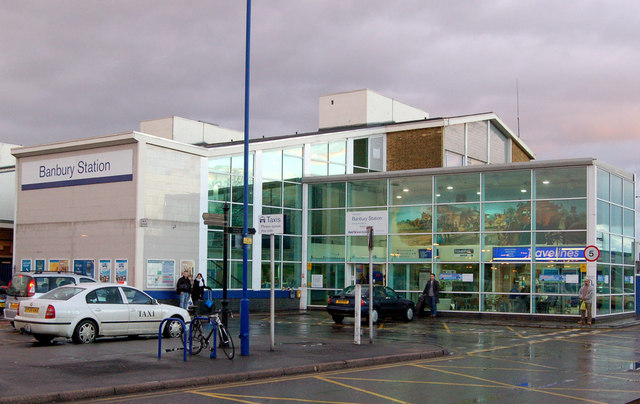
La stazione di Banbury

La stazione ferroviaria di Banbury è servita da tre compagnie ferroviarie:
- Chiltern Railways, gestisce i servizi sulla Chiltern Main Line tra Birmingham Snow Hill e Londra Marylebone, via Warwick[17]
- La Great Western Railway gestisce i servizi per Oxford e Didcot Parkway[18]
- CrossCountry gestisce servizi interurbani tra Manchester Piccadilly e Bournemouth, tramite Birmingham New Street, Reading e Southampton Centrale.[19]

### Strade
La Hennef Way (A422) è stata trasformata in una superstrada, alleggerendo il traffico su una strada fortemente congestionata e fornendo al nord di Banbury e al centro cittadino collegamenti più efficienti con la Motorway M40.

## Amministrazione

### Gemellaggi
- Ermont, dal 1982[20]
- Hennef, dal 1981[20]